# Choi Soo-young
Choi Soo-young, nota anche con lo pseudonimo di Sooyoung (최수영?; Gwangju, 10 febbraio 1990), è una cantante e attrice sudcoreana membro delle Girls' Generation, formatosi nel 2007.
Nell'ottobre 2017 ha lasciato la SM Entertainment dopo non aver rinnovato il contratto (pur rimanendo membro delle Girls' Generation), dichiarando di avere intenzione di sposarsi e concentrarsi sulla propria carriera d'attrice.

## Filmografia

### Drama televisivi
- Unstoppable Marriage (못말리는 결혼) - serie TV (2007-2008)
- Oh! My Lady (오! 마이 레이디) – serial TV, episodio 7 (2010)
- Paradise Ranch (파라다이스 목장) – serial TV, episodio 3 (2011)
- A Gentleman's Dignity (신사의 품격) – serial TV, episodio 5 (2012)
- The Third Hospital (제3병원) – serial TV, episodi 3-20 (2012)
- Yeon-aejojakdan Cyrano (연애조작단; 시라노)– serial TV (2013)
- My Spring Days (내 생애 봄날) – serial TV (2014)
- 38sagidongdae (38사기동대) – serial TV (2016)
- People You May Know (드라마페스타 - 알 수도 있는 사람) - serie TV (2017)
- Man in the Kitchen (밥상 차리는 남자) – serial TV (2017-2018)
- Tell Me What You Saw (본 대로 말하라) - serie TV (2020)
- Run On (런 온) - serie TV (2020-2021)
- Geuraeseo naneun antipaen-gwa gyeolhonhaetda (그래서 나는 안티팬과 결혼했다) - serie TV (2021)
- Move to Heaven (무브 투 헤븐: 나는 유품정리사입니다) - serie TV, episodi 6, 9 (2021)
- Accidental Country Diary (어쩌다가 전원일기) - serie TV (2022)
- Uncle (엉클) - serie TV, episodio 14 (2022) 23/01/2022
- Tell Me Your Wish (당신의 소원을 말하면 )- serie TV (2022)

### Film
- Silmido (실미도), regia di Kang Woo-suk (2003)
- Hello Schoolgirl (순정만화), regia di Ryu Jang-Ha (2008)
- I AM. (아이엠), regia di Choi Jin Sung (2012)
- SMTown: The Stage, regia di Bae Sung-sang (2015)
- The Poem, My Old Mother (시인 할매), regia di Lee Jong Eun (2019)
- Memories of a Dead End (막다른 골목의 추억), regia di Choi Hyun Young (2019)
- Girl Cops (걸캅스), regia di Jung Da Won (2019)
- A Little Princess (감쪽같은 그녀), regia di Heo In Moo (2019)
- NEW YEAR BLUES (새해전야), regia di Hong Ji Young (2021)

### Speciali
- Perfect Sense (퍼펙트 센스) - film TV (2016)
- Run On: Warm Up (런 온: 워밍업) - (2020)

### Programmi televisivi
- Music Station (ミュージックステーション) - programma televisivo (2007)
- Hey! Hey! Hey! Music Champ - programma televisivo (2007)
- Champagne (샴페인) - programma televisivo (2008)
- Factory Girl (소녀시대의 팩토리 걸) - programma televisivo (2008)
- We Got Married 1 (우리 결혼했어요) - programma televisivo, episodi 42, 45 (2009)
- Radio Star (황금어장 라디오스타) - programma televisivo, episodi 83-84, 312 (2009, 2013)
- Infinite Challenge (무한도전) - programma televisivo, episodio 144 (2009)
- Girls' Generation's Horror Movie Factory (소녀시대의 공포영화 제작소) - programma televisivo (2009)
- Girls' Generation's Hello Baby (소녀시대의 헬로 베이비) - programma televisivo, episodi 1-9, 12-22 (2009)
- Girls' Generation Goes to School (소녀 학교에 가다) - programma televisivo (2009)
- You Hee-Yeol's Sketchbook (유희열의 스케치북) - programma televisivo, episodi 14, 48, 123, 174, 224, 288 (2009, 2010, 2011, 2013, 2014, 2015)
- Strong Heart (강심장) - programma televisivo, episodi 3, 18-19, 53-54, 165-166 (2009, 2010, 2011, 2012, 2013)
- SHINee Hello Baby (샤이니의 헬로 베이비) - programma televisivo, episodio 5 (2010)
- We Got Married 2 (우리 결혼했어요) - reality show, episodi 41, 45, 47, 51-52, 68-70 (2010)
- Show! Eum-ak jungsim (쇼! 음악중심) - programma televisivo, episodi 202, 401-404, 464, 466, 469-473 (2010, 2014, 2015)
- Invincible Youth (청춘불패) - programma televisivo, episodi 22-23 (2010)
- Right Now It's Girls' Generation (지금은 소녀시대) - programma televisivo (2010)
- Haha Mong Show (하하몽쇼) - programma televisivo, pilot (2010)
- Family Outing 2 (패밀리가 떴다 2) - programma televisivo, episodi 10-11 (2010)
- Haha Mong Show (하하몽쇼) - programma televisivo, episodio 4 (2010)
- Happy Together 3 (해피투게더) - programma televisivo, episodi 172, 227 (2010, 2011)
- Let's Go! Dream Team Season 2 (출발 드림팀 - 시즌 2) - programma televisivo, episodi 106 (2011)
- Girls' Generation and the Dangerous Boys (소녀시대와 위험한 소년들) - programma televisivo, episodi 1-8, 10-12 (2011-2012)
- The Return of Superman (슈퍼맨이 돌아왔다) - programma televisivo, episodi 22, 95-96, 246 (2014, 2015, 2018)
- Jessica & Krystal (제시카 & 크리스탈) - programma televisivo, episodio 6 (2014)
- Exo 90:2014 - programma televisivo, episodio 1 (2014)
- The TaeTiSeo - programma televisivo, episodio 6 (2014)
- Hyoyeon's One Million Like (효연의 백만 라이크) - programma televisivo, episodi 1-2, 5-9 (2015)
- Running Man (런닝맨) - programma televisivo, episodi 254, 363, 431-432, 535 (2015, 2017, 2018, 2020)
- Ch. Girl's Generation (채널 소녀시대) - programma televisivo (2015)
- M Countdown (엠카운트다운) - programma televisivo, episodi 435-436, 438, 440, 442-444, 453 (2015)
- Weekly Idol (주간 아이돌) - programma televisivo, episodi 212-213 (2015)
- Mickey Mouse Club (미키 마우스 클럽) - programma televisivo, episodio 7 (2015)
- Daily Taengoo Cam (일상의 탱구캠) - programma televisivo, episodio 2 (2015)
- Kim Je-dong's Talk to You (김제동의 톡투유 - 걱정 말아요! 그대) - programma televisivo, episodio 21 (2015)
- Be The Idol (唱游天下) - programma televisivo, episodio 1 (2015)
- 2015 MBC Music Festival: Encyclopedia of Music (2015 MBC 가요대제전: 가요대백과) - programma televisivo (2015)
- Let's Eat Dinner Together (한끼줍쇼) - programma televisivo, episodio 12 (2017)
- Thanks For The Food (#인생메뉴, 잘 먹겠습니다) - programma televisivo, episodio 26 (2017)
- Secretly, Greatly (은밀하게 위대하게) - programma televisivo, episodio 11 (2017)
- Seohyun Home (혼자 살아보니 어때) - programma televisivo, episodi 2-4 (2017)
- Taxi (현장 토크쇼 택시) - programma televisivo, episodio 478 (2017)
- Knowing Bros (아는 형님) - programma televisivo, episodi 88-89, 215 (2017, 2020)
- Golden Tambourine (골든 탬버린) - programma televisivo, episodio 2 (2017)
- #Deosutoli choesuyeong-ui bidaemyeon tokeusyo (#더수토리 최수영의 비대면 토크쇼) - trasmissione online, episodi 1-4 (2020)
- Re: hind (띵작 다시보기) - programma televisivo (2020)
- You Quiz on the Block 3 (유 퀴즈 온 더 블럭3) - programma televisivo, episodio 121 (2021)
- Yuri's Winning Recipe 2 (유리한 식탁2) - programma televisivo, episodio 9 (2021)
- Street Woman Fighter (스트릿 우먼 파이터) - programma televisivo, episodio 5 (2021)
- Seri Money Club (세리머니 클럽) - programma televisivo, episodi 17-18 (2021)
- DNA Mate (호적메이트) - programma televisivo, episodio 3 (2022)